# Tyna
La Tyna (in russo Большая Сиговая?; nel corso superiore Pravaja Bol'šaja Sigovaja) è un fiume della Siberia Occidentale, affluente di destra del fiume Eloguj (bacino dell'Enisej). Scorre nel Turuchanskij rajon del Territorio di Krasnojarsk. 
Il fiume ha origine in una zona paludosa e scorre in direzione mediamente nord-occidentale. La sua lunghezza è di 168 km, l'area del bacino è di 2 170 km². Sfocia nel fiume Eloguj a 261 km dalla foce a un'altezza di 56 m s.l.m. Il suo più grande affluente è il fiume Tyndelem (lungo 94 km).